# سیارک ۸۶۰
سیارک ۸۶۰ (به انگلیسی: 860 Ursina، نامگذاری:1917BD) هشتصد و شصتمین سیارک کشف شده‌است که در ۲۲ ژانویه ۱۹۱۷ و در هایدلبرگ کشف شد.
قدر مطلق سیارک برابر ۱۰٫۲۶ است.